# Protocalliphora azurea
Protocalliphora azurea is een vliegensoort uit de familie van de bromvliegen (Calliphoridae). De wetenschappelijke naam van de soort is voor het eerst geldig gepubliceerd in 1817 door Carl Fredrik Fallen.